# Bedroom (林俊杰歌曲)
Bedroom是新加坡男歌手林俊杰和英国女歌手安妮-玛丽合唱的单曲，也作为隐藏曲目收录在林俊杰首张全英文作品《Like You Do》中。该曲由英国TMS团队制作，于2021年4月23日發行。

## 背景
Bedroom于疫情期间在自己家客厅完成，这种舒适的环境，能让她通过一种更加感性的状态去唱歌。这首歌的Demo源于安妮-玛丽多年前根据自身经历的创作，這些都是她親身經歷的故事，就像在寫日記一樣。为了此次合作，她重新录制了这首歌的Demo。安妮坦言：“过了这么久的时间，我的声音也变化了不少，能用新的声音去诠释以前的歌真的很有趣。”在把新的Demo发送给林俊杰后她好奇而又忐忑：对方发送回来的歌会是什么样的呢？他会进行什么样的改编呢？他会用不同的语言去演绎这首歌吗？没想到林俊杰发回来的Demo完全没有降调，同样也使用了英文，让她大为震惊。“我只觉得我没有任何顾虑，也不用去做任何改动——这首歌的一切对我来说都是完美的。”
收到Demo时的林俊杰还正在创作自己的首张英文EP。第一次听到Bedroom后，他立刻捕捉到了安妮释放出来的情感。“这是一首关于希望得到回应的歌曲，而我要如何去回应这种感情呢？”对林俊杰来说，这是他第一次有机会和国外知名女歌手去合作一首对唱的英文歌，因此他也感受到了一些压力。他选择跟随歌曲的引导一步一步向前走，慢慢感受其中蕴含的感情，然后走进了录音室。“这首歌对我来说有点像是即兴表演，我也不知道具体该如何演绎它，于是我选择跟随内心，顺其自然地唱下去。”

## 发行
2021年3月27日，林俊傑在生日當天舉辦「The Next Big Thing 長大的事 線上發佈會」，宣布28日零時推出首張全英文作品《Like You Do》，同時釋出30秒「神秘隱藏曲目」，预告将合作「国际重量级女声」。隨後華納音樂在社交媒体發起“猜合唱歌手”的活動，进一步引发粉丝的期待。4月15日，《Like You Do》EP中隐藏曲目公开，为林俊杰与安-瑪莉合唱歌曲〈Bedroom〉。4月23日，〈Bedroom〉歌曲音源及MV正式发行。

## 音樂錄影帶
Bedroom仅推出动画版歌词MV，由LuckySparks公司旗下的Finger and Toe工作室制作，于2021年4月23日歌曲音源上线同日12时上架。

## 現場演出
2021年11月27日至28日，林俊杰在新加坡举办「After The Rain LIVE 音乐特辑」慈善演唱会，现场带来了该曲的首次表演。2022年11月，林俊杰启动出道20周年巡演 「JJ20世界巡回演唱会」，在新加坡、拉斯维加斯、多伦多、香港、伦敦、雅加达、曼谷等地的演唱了Bedroom。2023年6月3日，林俊杰压轴「Hito流行音樂獎」頒獎典禮，演出歌單囊括历年精选的16首歌曲，〈Bedroom〉亦包含在内。

## 榜单
| 榜單 (2021)                   | 最高排名 |
| ----------------------------- | -------- |
| 台湾（Hito西洋排行榜）        | 1        |
| 台湾（飞碟联播网西洋排行榜）  | 1        |
| 台湾（KKBOX西洋新歌週榜）     | 1        |
| 台湾（KKBOX西洋單曲週榜）     | 2        |
| 香港（KKBOX歐美新歌週榜）     | 1        |
| 香港（KKBOX歐美單曲週榜）     | 3        |
| 新加坡（新加坡唱片业协会）    | 2        |
| 新加坡（KKBOX歐美新歌週榜）   | 1        |
| 新加坡（KKBOX歐美單曲週榜）   | 1        |
| 马来西亚（KKBOX歐美新歌週榜） | 1        |
| 马来西亚（KKBOX歐美單曲週榜） | 1        |
| 中国大陆（腾讯音乐由你榜）    | 22       |
| 中国大陆（亚洲流行音乐榜）    | 1        |

| 榜單 (2021)                   | 最高排名 |
| ----------------------------- | -------- |
| 台湾（Hit Fm年度百首單曲）    | 43       |
| 台湾（KKBOX西洋年度百强单曲） | 16       |

## 翻唱
- 2021年5月13日，延普羅（OUBA MUSIC）、豹子男（OUBA MUSIC）
- 2021年12月8日，許靖韻、黃明德[28]
- 2021年10月28日，李彩煐（STAYC）、朴蒔恩（STAYC）[29]
- 2022年10月8日，罗杰夫（KinnPorsche The Series World Tour 2022 Singapore）
- 2022年12月28日，柳會勝（N.Flying）、金娜英（Begin Again）
- 2023年3月4日，Chiquita（BABYMONSTER）[30]

## 幕後人員
以下资料整理自歌曲YouTube页面。
- 林俊杰－录音师、后期母带处理制作人
- TMS (production team)（英语：TMS (production team)）－录音师
- Cameron Gower Poole－录音师
- THE JFJ SINGULARITY－录音室
- Ben Kohn－钢琴
- Pete Kelleher－低音吉他
- Tom Barnes－编程
- Chris Bishop－额外编程、声乐制作
- James F Reynolds－混音師
- STERLING SOUND MASTERING－後期母帶處理錄音室
- Chris Gehringer（英语：Chris Gehringer）－後期母帶處理錄音師

## 發行歷史
| 地区 | 日期          | 格式              | 厂牌     |
| ---- | ------------- | ----------------- | -------- |
| 全球 | 2021年4月23日 | 數位下載 串流媒體 | 華納音樂 |